# Phoberia orthosioides
Phoberia orthosioides är en fjärilsart som beskrevs av Achille Guenée 1852. Phoberia orthosioides ingår i släktet Phoberia och familjen nattflyn. Inga underarter finns listade i Catalogue of Life.